# 力武靖写真事務所
有限会社力武靖写真事務所（りきたけやすししゃしんじむしょ）は写真家・力武靖の写真オフィス。1994年設立。
スタジオRと同義に使われることもあるが、スタジオRはあくまでも力武およびそのスタッフチームや力武靖写真事務所を意味するブランド名であり、そうした名前の法人があるわけではない。

## 略歴・概要
大正屋出版を退職後、1988年に独立しフリーのカメラマンとなった力武はロリコンショップ・ペペ代表、田中一雄によるバックアップのもと、主にさーくる社を中心として写真集の発表を始め、自らの写真スタイルが定まる頃、事務所を設立した。90年代も中頃になり、世の中の児童買春、児童ポルノに係る行為等の処罰及び児童の保護等に関する法律に対する論議が高まる中、一般流通するISBNコードを有するものとは異なる、ペペによる限定販売写真集をリリースする。これが久美と真美をモデルに起用した「FRIENDS なかよしこよし」である。
これと前後する頃、力武自身も力武靖写真事務所から自社ブランドの写真集を発表した。先の「FRIENDS」シリーズは4000円と高価ではあるものの凝った装丁を施していたが、こちらは他の多くの写真集よりも小さいにもかかわらず1冊5000円という値段で発売された。しかしそのモデルや写真の質の良質さから高い評価を受ける。このときに出版された写真集に、後に少女ヌードや美少女の代名詞ともなる西村理香のデビュー作「目覚める前に」が含まれていた。